# 狼谷

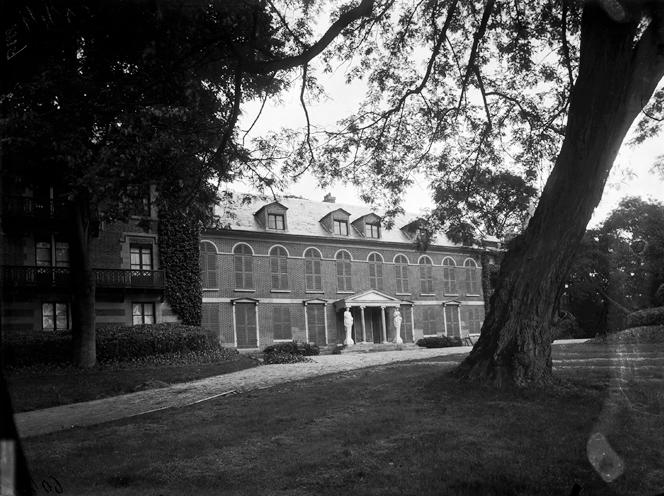

狼谷（Vallée-aux-Loups）即夏多布里昂故居（Maison de Chateaubriand），是法国作家弗朗索瓦-勒内·德·夏多布里昂在1807年至1818年间的一处故居，位于上塞纳省沙特奈马拉布里的夏多布里昂路87号。
夏多布里昂故居是受到保护的法国历史遗迹，现在对外开放，专注于夏多布里昂和浪漫主义。
该建筑由一位富有的酿酒师安德烈·阿诺特·阿克洛克建于18世纪末.